# Contractie (taalkunde)
Contractie of samentrekking is in de fonologie het combineren van meerdere opeenvolgende klanken tot een nieuwe klank die bepaalde kenmerken van de oorspronkelijke klanken behoudt. Dit kunnen zowel klinkers als medeklinkers zijn. De aldus ontstane klank heeft bijvoorbeeld het articulatiepunt van de ene klank en de manier van articulatie van de andere. 
Contractie moet niet verward worden met grammaticale samentrekking.

## Voorbeelden
Een voorbeeld van contractie in het Indonesisch is de manier waarop de nasale eindklank van het prefix /meN-/ wordt samengetrokken met de erop volgende stemloze plosief. Het resultaat is een nasale medeklinker die tevens als een stemloze plosief (labiaal, alveolaar of velaar) wordt gearticuleerd:
- [meN + potoŋ]? wordt [memotoŋ]? snijden
- [meN + tulis]? wordt [menulis]? schrijven
- [meN + kira]? wordt [meŋira]? vermoeden

In het Nederlands veranderde het oorspronkelijke voltooid deelwoord van eten, geëten, door contractie eerst in geten. Dit werd daarna niet meer als een voltooid deelwoord herkend, waarna het prefix ge- opnieuw werd toegevoegd. Aldus ontstond de nieuwe vorm gegeten.

## Verwante begrippen
- Contractie komt neer op een combinatie van assimilatie en deletie.
- het samentrekken van opeenvolgende klinkers als stijlfiguur is syneresis. Het tegenovergestelde hiervan is diëresis.